# Noordelijke Vennen
De Noordelijke Vennen is een voormalig waterschap in de provincie Groningen.
Het waterschap lag in het huidige Farmsum en ontstond in 1909 door de opsplitsing van het waterschap De Vennen vanwege de aanleg van de Noord-Ooster Lokaal Spoorweg. De noordgrens las bij de Hoogelandsterweg, de oostgrens bij Rondebosch- of Riggelweerlaan, de zuidgrens bij de IJzerweg (de spoordijk) en de westgrens bij het Eemskanaal. De polder waterde af via een met deuren af te sluiten duiker in de Rondeboschlaan die via een sloot uitkwam op het Afwateringskanaal van Duurswold.
De polder werd in de loop van de tijd volgebouwd, zodat de verplichtingen van het schap langzamerhand werden overgenomen door de gemeente Delfzijl. De opheffing in 1960 was dan ook slechts pro forma. Waterstaatkundig gezien ligt het gebied sinds 2000 binnen dat van het waterschap Hunze en Aa's.